# Peter-Jörg Splettstößer
Peter-Jörg Splettstößer (Bad Polzin, 17 juli 1938 – 1 oktober 2024) was een  Duits schilder en conceptual artist.
Peter-Jörg Splettstößer studeerde van 1958 tot 1961 aan de Pedagogischen Hogeschool in Bremen en van 1964 tot 1969 aan de kunstacademie (Hochschule für Künste) aldaar, en kreeg er les van Winfred Gaul en Karl Heinrich Greune. In 1971 was Splettstößer één der oprichters van de galerie Gruppe Grün te Bremen.
In 1979/1980 werkte hij enige tijd in een atelier van het Stedelijk Museum Amsterdam.  In seizoen 1981/1982 en van 1987-1989 was hij docent aan de kunstacademie te Bremen, en vanaf 1999 gaf hij specialistische gevorderdencursussen schilder- en tekenkunst. Van 2004-2006 was hij gastdocent aan de kunstacademie te Hamburg.
Exposities met werk van Peter-Jörg Splettstößer waren er in 1980 en 1997 te Amsterdam, en in 1981 te Schiedam. In 2012 nam hij deel aan de expositie SMAHK in het (niet meer bestaande) Stedelijk Museum te Assen.
Peter-Jörg Splettstößer woonde en werkte vooral in de Kunstenaarskolonie Worpswede, maar verbleef tot voor kort ook regelmatig in Amsterdam en Parijs. Hij overleed op 86-jarige leeftijd.

## Duitstalige literatuur over Peter-Jörg Splettstößer
- Peter-Jörg Splettstößer. So oder so oder anders. Galerie Gruppe Grün, Bremen, 10. November – 15. Dezember 2000. Galerie Gruppe Grün, Bremen 2004, ISBN 3-934836-92-5.
- Peter-Jörg Splettstößer. Unterwegs 1998–2010. Städtische Galerie Bremen, 4. September – 3. Oktober 2010. Hachmannedition, Bremen 2010, ISBN 978-3-939429-83-8.
- (Uitg.): Treffpunkt Worpswede. Galerie Altes Rathaus Worpswede. Zur Ausstellung Treffpunkt Worpswede 2012, 12. August – 9. September 2012. Rasch, Bramsche 2012, ISBN 978-3-89946-215-9.

## Weblink
- www.worpsweder-gegenwartskunst.de Profiel van de kunstenaar

- Gemeinsame Normdatei: 128433167
- International Standard Name Identifier: 0000 0000 4756 0241
- Library of Congress Control Number: no97060286
- Union List of Artist Names: 500344469
- Virtual International Authority File: 74904959
- WorldCat: E39PBJhxgVT4mxhMt33xBGB773